# Payakaraopeta
Payakaraopeta es una ciudad censal situada en el distrito de Visakhapatnam en el estado de Andhra Pradesh (India). Su población es de 27001 habitantes (2011). Se encuentra a 91 km de Visakhapatnam.

## Demografía
Según el censo de 2011 la población de Payakaraopeta era de 27001 habitantes, de los cuales 13252 eran hombres y 13749 eran mujeres. Payakaraopeta tiene una tasa media de alfabetización del 76,81%, superior a la media estatal del 67,02%: la alfabetización masculina es del 82,01%, y la alfabetización femenina del 71,82%.